# Hilderico

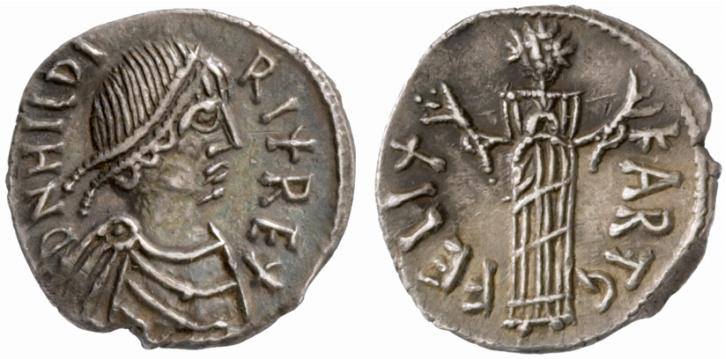
Denario de Hilderico

Hilderico (c. 460-533) fue rey de los vándalos y los alanos entre 523 y 530. Hijo de Hunerico y Eudoxia, nieto de Genserico y de Valentiniano III y Licinia Eudoxia, primo y sucesor de Trasamundo.

## Biografía
Heredó un reino en profunda decadencia que no se podía comparar militarmente con el de su abuelo Genserico. En su reinado se dieron la ruptura de relaciones con los ostrogodos debido al asesinato de la hermana de Teodorico el Grande, las derrotas frente a las tribus bereberes que tomaron casi todo el reino vándalo, las guerras contra la nobleza y los afrorromanos deseosos de quitarse de encima a los opresores vándalos. Recordando su herencia romana, al ser hijo de la hija de Valentiniano III, romanizó su reino y mantuvo una política de acercamiento a Constantinopla. También favoreció a los católicos, pero esto fue considerado un error por los vándalos conservadores, lo que le llevó a enemistarse con la nobleza. Fue destronado por su primo Gelimer y muerto tres años después. 